# David af Sandeberg
David af Sandeberg, före adlandet 1772 Sandberg, född den 29 april 1726 (g.s.) i Göteborg, död den 15 maj 1788 (n.s.) i Göteborg, var en svensk grosshandlare och direktör för Svenska Ostindiska Kompaniet.

## Biografi
David af Sandeberg var son till handelsmannen Gabriel Sandberg i Göteborg och dennes hustru Sara Mårtens. Han började troligen arbeta i sin fars verksamhet, även om denne dog redan 1733 när sonen var sju år. Modern dog 1738 när han var 12 år. af Sandeberg företog flera resor under åren 1748–1768 till Ostindien och Kina som superkargör vid Svenska Ostindiska Kompaniet. Han adlades den 10 december 1772. 1776 blev han direktör och chef för kompaniet.
af Sandeberg ägde ett flertal fastigheter i Göteborg samt skeppsvarvet Viken. Han köpte 1763 Partille herrgård som innefattade stora jordarealer, och det var han som lät uppföra dagens huvudbyggnad med William Chambers som arkitekt. Chambers var för övrigt bror till hans hustru. Huset stod färdigt 1780. Under åren 1765–92 bodde af Sandeberg med sin familj, och därefter deras barn, i Kvarteret Frimuraren 2 på Södra Hamngatan 27 i Göteborg. År 1775 köptes Hjällo, Monäs och Karlsberg i Fågelås och Daretorps socknar, Skaraborgs län samt 1782 Ulvhäll i Strängnäs landsförsamling.
af Sandeberg dog 1788 i Göteborg och gravsattes i Gustavi domkyrka tillsammans med hustrun.

### Familj
af Sandeberg gifte sig den 16 november 1756 i Aberdeen i Skottland) i Sankt Paulus kyrka  med Mary Chambers som föddes den 24 juni 1731 i Göteborg som dotter till handelsmannen John Chambers och dennes hustru Sarah Pintzow. Tillsammans fick de barnen Johan David af Sandeberg, som blev militär, och dottern Margareta, som gifte sig med greven Carl Johan Gyllenborg. David af Sandeberg var svåger till William Chambers.

## Bilder

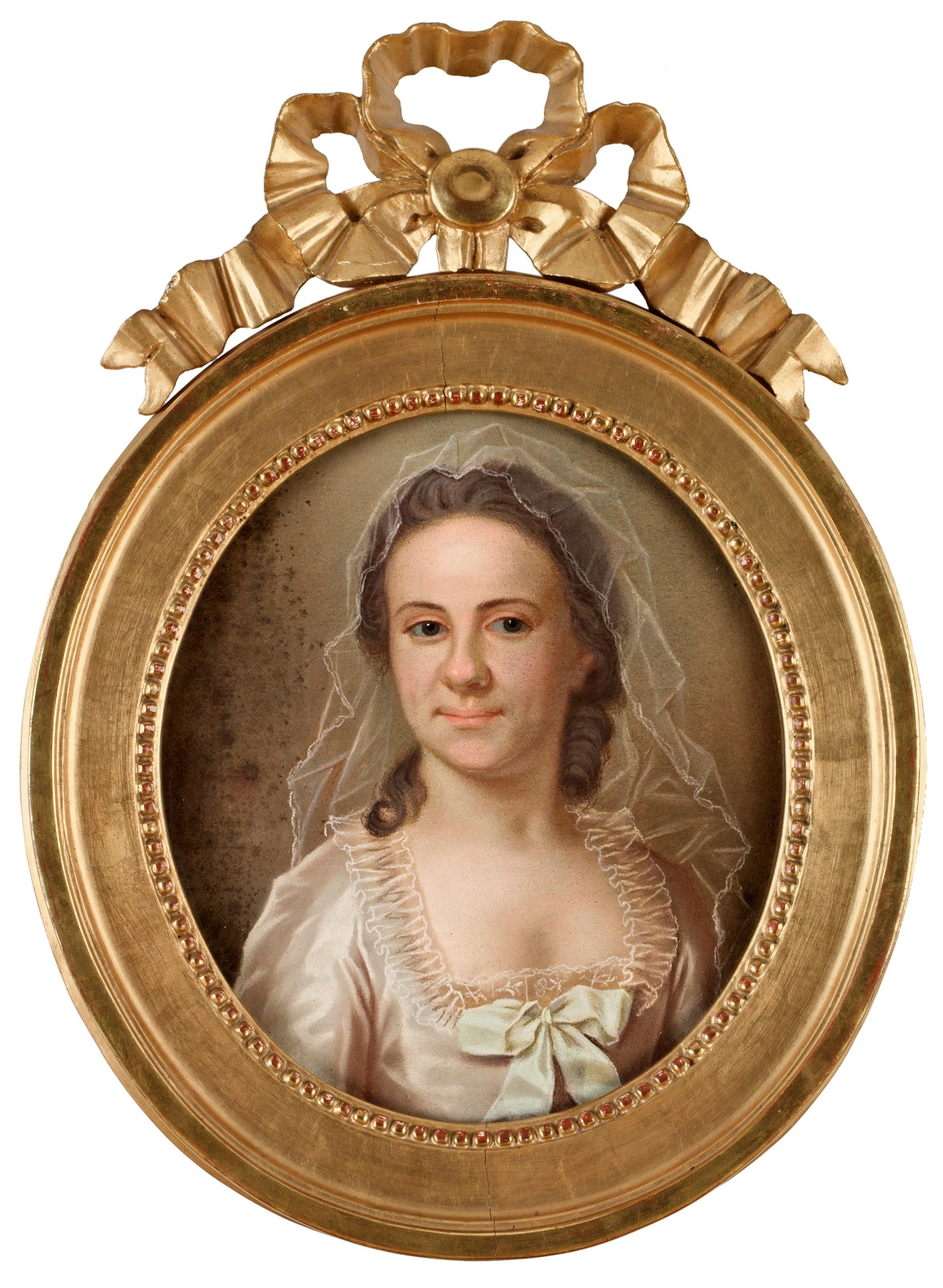
Porträtt från 1770-talet av Davids hustru Mary Chambers (1731–1774) av Jonas Forsslund.
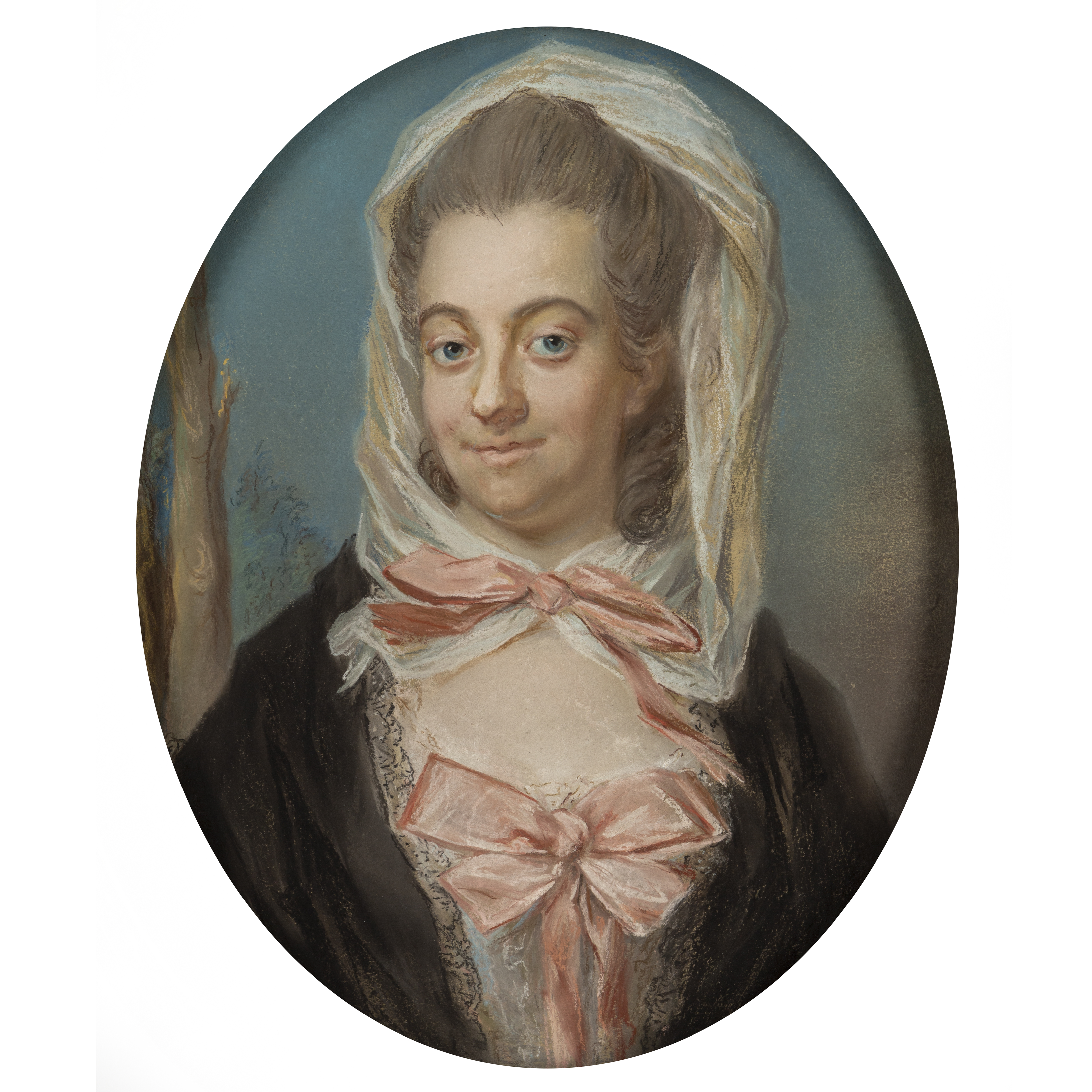
Dottern Margareta, avporträtterad av Gustaf Lundberg ca 1785.
Sonen Johan David, på en silhuett från studietiden i "Fortifikation och Bastionlära" i Tyskland, bild Silhouetten-Sammlung Schubert, Handskrifsavdelningen SUB Göttingen.